# Machaerina arthrophylla
Machaerina arthrophylla är en halvgräsart som först beskrevs av Christian Gottfried Daniel Nees von Esenbeck, och fick sitt nu gällande namn av Tetsuo Michael Koyama. Machaerina arthrophylla ingår i släktet Machaerina och familjen halvgräs. Inga underarter finns listade i Catalogue of Life.